# Pedicularis honanensis
Pedicularis honanensis är en snyltrotsväxtart som beskrevs av Tsoong. Pedicularis honanensis ingår i släktet spiror, och familjen snyltrotsväxter. Inga underarter finns listade i Catalogue of Life.